# Jachimowszczyzna (rejon mołodecki)

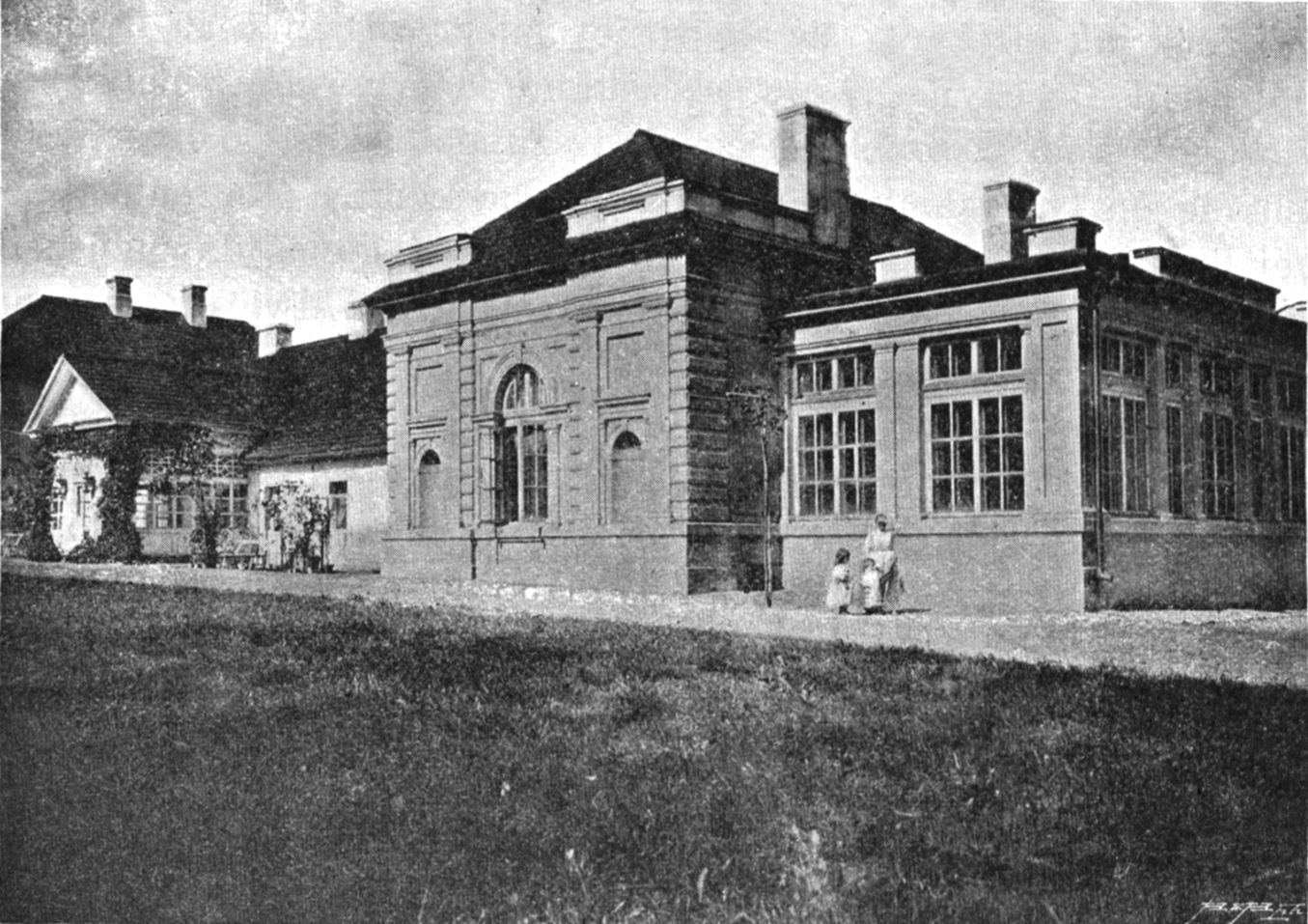
Dwór Lubańskich w 1897 roku. Na pierwszym planie oranżeria oraz skrzydło mieszczące salę balową

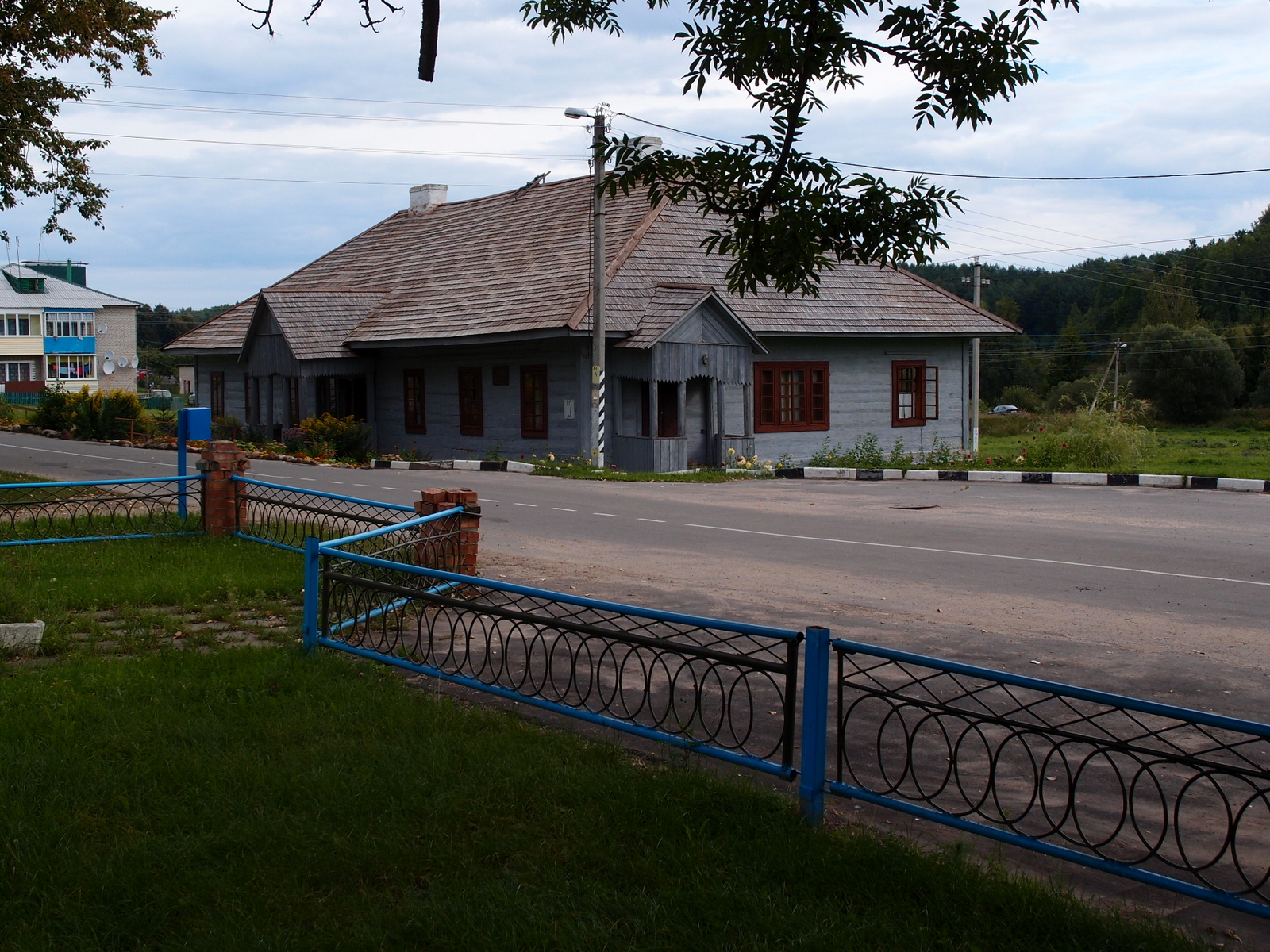
Siedziba muzeum Janki Kupały (2013)

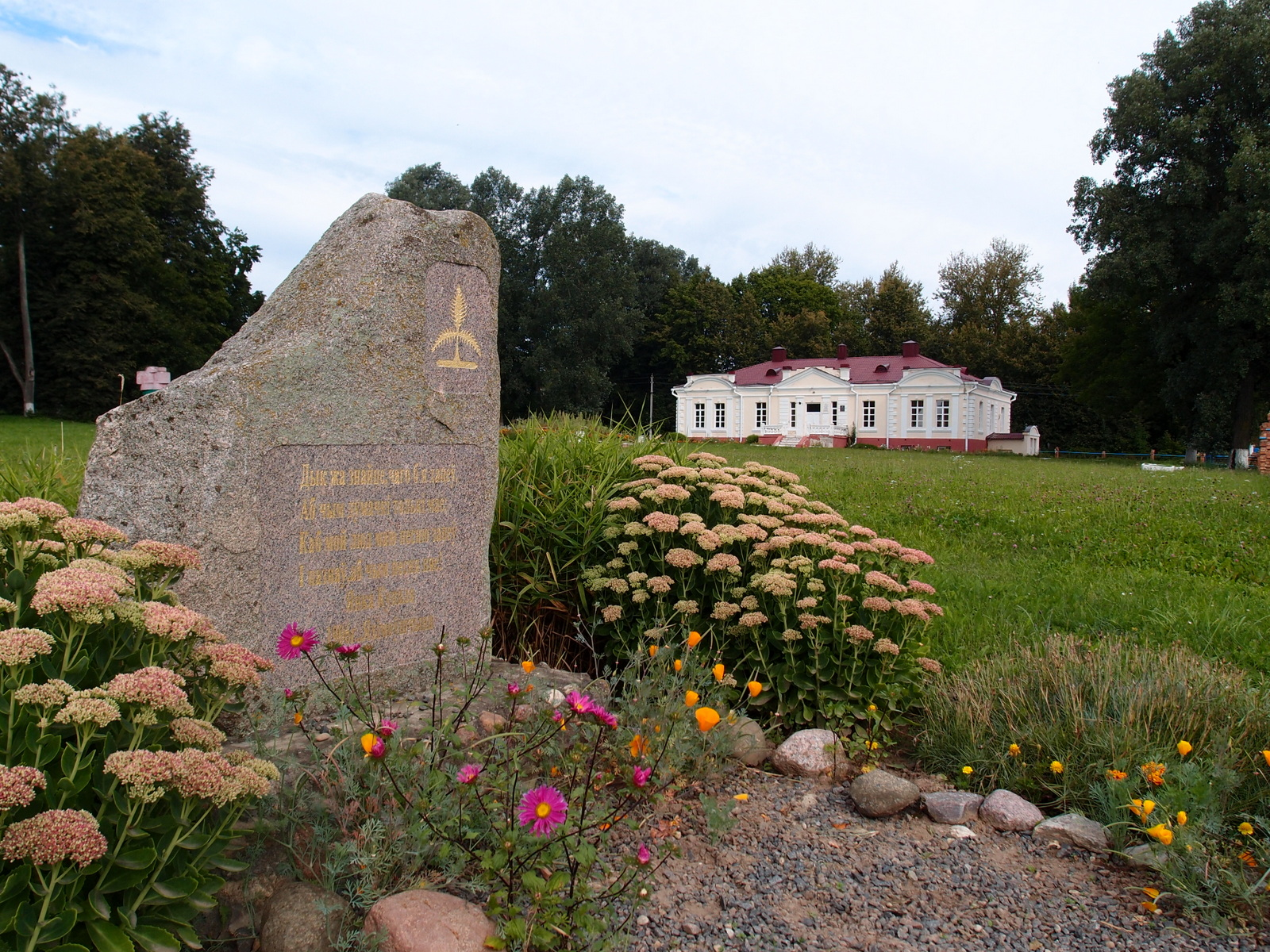
Kamień upamiętniający Jankę Kupałę

Jachimowszczyzna (biał. Яхімоўшчына; ros. Яхимовщина) – agromiasteczko na Białorusi, w rejonie mołodeckim obwodu mińskiego, około 14 km na południowy zachód od Mołodeczna.

## Historia
Miejscowość ta niegdyś należała do Jachimowiczów, była częścią wielkiego fundum zwanego Połoczany. Później (w XVI wieku) właścicielami Połoczan byli: Zabrzezińscy, Mikitynowicze, Kiszkowie i Hlebowiczowie. W pierwszej połowie XVII wieku dobra te nabyło małżeństwo Krzysztofa Gorajskiego i Zofii z Radzimińskich-Frąckowiczów. W 1651 roku otrzymał je w spadku po swej siostrze Andrzej Aleksander Radzimiński-Frąckowicz, podkomorzy żmudzki, który rok później sprzedał Połoczany Aleksandrowi Judyckiemu herbu Radwan (~1610–po 1677), późniejszemu kasztelanowi mińskiemu. Aleksander Judycki skupił również inne folwarki należące niegdyś do Jachimowiczów, tworząc nowy ośrodek zwany Jachimowszczyzną. 
Kolejnymi dziedzicami majątku byli: syn Aleksandra Jerzy Konstanty (~1640–?) i jego żona Katarzyna Benetówna (?–1695), a następnie ich syn Michał Aleksander, starosta jaswojński i jego żona Rozalia Kociełłówna. Ich jedyna córka, Teresa, wychodząc za Antoniego Sulistrowskiego (1702–1753), starostę kurklewskiego, wniosła Jachimowszczyznę, Połoczany i szereg innych folwarków do tej rodziny.
Po Antonim i Teresie dobra te odziedziczył ich syn, Józef (~1730–?), a po nim – jego syn z pierwszego małżeństwa, Tadeusz (1775–1810), sędzia graniczny oszmiański, żonaty ze Scholastyką Chodźkówną. Kolejnym dziedzicem był ich syn, Józef (1798–1849), marszałek szlachty powiatu oszmiańskiego, żonaty z Elżbietą Sorokinówną. Ich młodszy syn Józef Aleksander Sulistrowski (1834–1906), żonaty z Wandą Gruszecką był kolejnym panem na tych włościach. Za udział w powstaniu styczniowym i po zesłaniu na Sybir był zmuszony sprzedać majątek w 1867 roku ks. Piotrowi Wittgensteinowi, który już w 1871 roku odsprzedał go Eustachemu Prószyńskiemu, marszałkowi guberni mińskiej. Po jego śmierci Jachimowszczyzna przeszła drogą spadku na Jana Lubańskiego (~1820–1884), byłego marszałka szlachty powiatu oszmiańskiego, żonatego z siostrą Józefa, Aleksandrą (~1830–?). Ich syn, Aleksander (1857–1932) i jego żona Izabella z Mierzejewskich byli ostatnimi właścicielami w linii Lubańskich, ponieważ sprzedali klucz połoczańsko-jachimowszczyński w 1908 lub 1910 roku Wacławowi Świętorzeckiemu (1876–1934) z pobliskiej Malinowszczyzny. Ostatnim właścicielem dóbr był do 1939 roku jego syn Karol (1908–1991) żonaty z Haliną z Beytów (1915–2006).
W wyniku reformy administracyjnej w latach 1565–1566 dobra te weszły w skład powiatu oszmiańskiego województwa wileńskiego Rzeczypospolitej. Po II rozbiorze Polski w 1793 roku Jachimowszczyzna znalazła się na terenie powiatu oszmiańskiego (ujezdu) guberni wileńskiej. Po wojnie bolszewickiej Jachimowszczyzna wróciła do Polski, należała do gminy Połoczany. Początkowo gmina ta należała do powiatu oszmiańskiego. 12 grudnia 1920 roku została przyłączona do nowo utworzonego powiatu wołożyńskiego pod Zarządem Terenów Przyfrontowych i Etapowych. 19 lutego 1921 roku wraz z całym powiatem weszła w skład nowo utworzonego województwa nowogródzkiego. 1 kwietnia 1927 roku gmina weszła w skład nowo utworzonego powiatu mołodeckiego w województwie wileńskim. Od 1945 roku – w ZSRR, od 1991 roku – na terenie Republiki Białorusi.
Na przełomie XIX i XX wieku w Jachimowszczyźnie działała obora zarodowa, gorzelnia parowa, smolarnia, cegielnia, serowarnia i terpentyniarnia. Pod koniec XIX wieku pracowali tu m.in. profesor Ludwik Cybulski i Józef Trzeciak, późniejszy senator II Rzeczypospolitej. W 1902 roku już działał tu telegraf. Na terenie majątku, liczącym w 1896 roku 4000 dziesięcin, zidentyfikowano wtedy 20 kurhanów.
W 1931 roku majątek Jachimowszczyzna liczył 171 mieszkańców w 6 domach, w kolonii mieszkało 7 osób w 1 domu, w 2009 roku agromiasteczko miało 423 mieszkańców.

## Nieistniejący dwór Lubańskich
Judyccy i pierwsze pokolenia Sulistrowskich rezydowali w dworze w Połoczanach. Gdy dwór ten przestał istnieć, Sulistrowscy przenieśli się do tutejszego małego, parterowego dworku z gankiem. Rozbudował go dopiero Aleksander Lubański, tworząc tu okazałą, lecz bezstylową rezydencję. Do prawej szczytowej ściany dworku dobudowano dwukondygnacyjne skrzydło, w całości mieszczące jedynie wielką salę balową. Dalej przy tym skrzydle dobudowano oranżerię – ogród zimowy. Po drugiej stronie dworku dobudowano również dwukondygnacyjne skrzydło, w którym urządzono szereg apartamentów mieszkalnych. Całość była drewniana (pokryta tynkiem) i niepodpiwniczona. 
Wnętrza były bogato wyposażone, pokoje starej części domu i sala balowa miały posadzki z kwadratów jasnego i czarnego dębu, wiele sal i przedpokój miało ściany pokryte boazerią, oraz sufity z dębowymi kasetonami. Stylowe meble mahoniowe w stylu empire oraz meble czeczotkowe stały w salonach i gabinetach. Na ścianach wisiały portrety rodzinne.
Dom ten uległ zniszczeniu w czasie I wojny światowej. Po wojnie Świętorzeccy zamieszkali w murowanej oficynie, wzniesonej w 1900 roku, stojącej po prawej stronie zniszczonego dworu. Budynek ten przetrwał do czasów dzisiejszych. Ma cechy klasycyzujące, jest wzniesiony na dosyć wysokich fundamentach, na planie prostokąta, jest parterowy, kryty blaszanym płaskim dachem. Od strony podjazdu elewację urozmaicają trzy pseudoryzality, środkowy z nich jest zwieńczony trójkątnym frontonem, a boczne – frontonami ćwierćkolistymi. Ryzality są rozczłonkowane pilastrami i pionowanymi pasami boniowania. Do środkowego, wejściowego ryzalitu przylega taras, którego balustrada nie została zachowana. 
W folwarku były również trzy drewniane świrony oraz dwukondygnacyjna wędzarnia, w której można było jednocześnie wędzić 100 wieprzy.
Dwór otaczał duży park o powierzchni 40 ha, z dwoma rozległymi gazonami. Od stron północnej i południowej park łączył się z sadami owocowymi. Ogród i sady były otoczone wałem. Trzy aleje były głównymi akcentami parku. Jedna z nich była obsadzona starymi świerkami, druga – brzozami, trzecia – lipami. Od wschodu park schodził ku stawowi o powierzchni około 1 ha. W parku znajdował się grób zmarłego w 1934 roku Wacława Świętorzeckiego.
Po II wojnie światowej w majątku urządzono siedzibę sowchozu, który obecie działa jako spółka rolno-produkcyjna. W otoczeniu oficyny zachowały się resztki parku o powierzchni 3 ha, obecnie chronionego jako pomnik przyrody. Niedaleko oficyny stoją drewniane czworaki z 1900 roku. Jest to parterowy budynek mający formę dworku, wzniesiony na kamiennej podmurówce kryjącej sklepione piwnice, z niewielkim gankiem, przykryty wysokim czterospadowym dachem gontowym. Obecnie (od 2001 roku) mieści się w nim filia Państwowego Literackiego Muzeum Janki Kupały, który pracował tutaj jako pomocnik gorzelnianego w latach 1906–1907 i mieszkał w jednej z izb tego budynku. Napisał tu też swoje pierwsze wiersze, w tym wśród bardziej znanych m.in. A kto tam idzie, wydane w Petersburgu w 1908 roku. Na ścianie budynku umieszczono tablicę pamiątkową. Inna tablica jest na ścianie oficyny, a niedaleko stoi głaz również upamiętniający Kupałę.
Muzeum zarządza również dwoma zachowanymi do dziś drewnianymi spichlerzami z 1851 roku, konstrukcji zrębowej o wysokich dachach czterospadowych. Stoi również, po drugiej stronie stawu, znacząco przebudowany budynek gorzelni z 1898 roku (gdzie pracował Kupała), a obok piętrowy, murowany budynek mieszkalny pracowników majątku z 1897 roku, również o czterospadowym dachu.
Majątek Jachimowszczyzna został opisany w 4. tomie Dziejów rezydencji na dawnych kresach Rzeczypospolitej Romana Aftanazego.